# يان جون لو
يان جون لو مواليد 1962 (بالإنجليزية: Yan Jun Lu)‏ هي عالمة نبات صيني.